# Loredana Nusciak
Loredana Nusciak  née Loredana Cappelletti, à Rome ou Trieste le 3 mai 1942  et morte dans cette même ville le 12 juillet 2006 est une actrice et modèle italienne.

## Biographie
Loredana Cappelletti a remporté à Trieste, en 1959, le concours de beauté Miss Trieste alors qu'elle était encore élève à l'école secondaire. Après avoir fait ses débuts au cinéma dans Une vie difficile (1961), Nusciak atteint une certaine popularité dans les années 1960 grâce à ses rôles dans des films de genre et en particulier des westerns spaghetti comme L'Homme qui venait de Canyon City (L'uomo che viene da Canyon City, 1965) et Django (1966). À partir des années 1970 son activité décline, apparaissant seulement dans quatre films. Elle a également été très active dans les romans-photos.
Loredana Nusciak est morte d'une maladie incurable dans sa ville natale de Trieste le 12 juillet 2006.

## Filmographie partielle
- 1960 :
  - La Reine des Amazones (La regina delle amazzoni) de Vittorio Sala : Amazon
  - Sanremo - La grande sfida (it) de Piero Vivarelli (créditée Loredana Cappelletti)
- 1961 :
  - Une vie difficile (Una vita difficile) : Giovanna, l'amie d'Elena (créditée Loredana Cappelletti)
  - Totò l'Embrouille (Totòtruffa 62) de Camillo Mastrocinque : Collégienne (créditée Loredana Cappelletti)
- 1962 :
  - Les Sept Gladiateurs, réalisation Pedro Lazaga : Ariane
  - Un beau châssis (I motorizzati) de Camillo Mastrocinque : Paola (créditée Loredana Cappelletti)
  - Smog de Franco Rossi : Paola (créditée Loredana Cappelletti)
  - La Bande Casaroli (La banda Casaroli) de Florestano Vancini : créditée Loredana Cappelletti
- 1963 :
  - Les Derniers Jours d'un empire d'Antonio Margheriti : Svelta
  - Siamo tutti pomicioni (it) de Marino Girolami  (épisode Le gioie della vita) : Lucienne
- 1964 :
  - Les Sept de Thèbes (Sette a Tebe) de Luigi Vanzi : Cyrene
  - Les Baisers (épisode Baiser de 16 ans) de Claude Berri : Gina
- 1965 :
  - L'Homme qui venait de Canyon City (L'uomo che viene da Canyon City) d'Alfonso Balcázar : Viviane Barrett
  - L'Amant paresseux (Il morbidone) de Massimo Franciosa : Donata Zenobi, la sœur de Giovanni
  - Här kommer bärsärkarna d'Arne Mattsson : Veronica
- 1966 :
  - Django de Sergio Corbucci : Maria
  - Karaté à Tanger pour agent Z7 (en) (Mark Donen agente Zeta 7) de Giancarlo Romitelli : Paula (créditée Dana Nusciak)
  - Gringo joue sur le rouge (7 dollari sul rosso) d'Alberto Cardone : Emily
  - Superargo contre Diabolikus (Superargo contro Diabolikus) de Nick Nostro : la maîtresse de Diabolikus
- 1967 :
  - Coup de force à Berlin (Tiffany memorandum) (titre alternatif Il mistero dell'ombra) de Sergio Grieco : Mme Tiffany
  - Le Temps des vautours (10.000 dollari per un massacro) de Romolo Guerrieri : Mijanou
- 1968 :Vendetta à l'Ouest (it) (Vendetta per vendetta) de Mario Colucci : Clara / Ann Bower
- 1969 :Dieu pardonne à mon pistolet (Dio perdoni la mia pistola) de Mario Gariazzo et Leopoldo Savona : Gladys Clayton
- 1971 :Quelque chose rampe dans la nuit (Qualcosa striscia nel buio) de Mario Colucci : : la maîtresse décédée
- 1973 :Les Grands Fusils de Duccio Tessari : la « fiancée » de Gesmundo
- 1975 :
  - Folle à tuer d'Yves Boisset : Marcella Mostri
  - L'Accusé de Sergio Martino : La signora Martinetti (non crédité)
  - Ancora una volta... a Venezia de Claudio Giorgi (en) : Franca